# 立兴洋行汉口分行旧址
立兴洋行汉口分行于1895年开办于汉口，从事芝麻、猪鬃、牛羊皮、桐油出口，钢材、玻璃、面粉进口等业务，还代办过航运、房地产和保险业务。其总部位于上海，法国人立兴于1870年代创办。1901年在法租界河修建了办公楼和仓库，1921年又在立兴油厂后修建了三义洋行设计的大楼。1935年停业。
老洋行大楼为3层砖木结构，立面纵向“五段式”构图，竖向以窗来划分墙面。一楼为长窗，只有门厅两边为拱券窗，二三楼为三联券柱式外廊，底层主入口有多立克券柱式3开间门廊。整个大楼以三顺一丁的方法砌筑，外墙的砖块红白相间，坡顶红瓦。1923年新大楼落成，老大楼先后转手给中法实业银行、发利饭店、比利时义品放款银行（义品地产公司），2004年成为武汉市招商局驻地。新立兴洋行大楼在今洞庭街，亦为3层砖木结构，和隆营造厂施工，与老大楼风格类似。